# 森常治
森 常治（もり じょうじ、1931年4月17日 - 2015年2月23日
）は、日本の英文学者、詩人。早稲田大学理工学部名誉教授。

## 人物・来歴
森於菟の五男として埼玉県大宮市に生まれる。森鷗外の孫。東京都立大森高等学校を経て早稲田大学第一文学部英文科卒業。同大学院文学研究科博士課程中退。小説家を目指し、丹羽文雄の『文学者』に参加、60年10月の『新潮』に「明るい砂丘の林の中で」を載せた。1961年より早大理工学部で英語を教え、1971年教授、2002年定年退任、名誉教授。日本記号学会会長。1987年『文学記号の空間』で平林たい子文学賞受賞。ケネス・バークの研究で知られる。文芸誌『同時代』同人。

## 著書
- 『第一詩集 時計のなかの湖』私家版、発行年不明
- 『日本の幽霊の解放』晶文社、1974年
- 『日本人=<殻なし卵>の自我像』講談社現代新書、1977年
- 『ことばの力学 ロゴロジー入門』講談社現代新書、1979年
- 『日本人 殻なし卵の中のロゴス』青英舎、1981年
- 『ケネス・バークのロゴロジー』勁草書房、1984年
- 『文学記号の空間』こびあん書房、1986年
- 『埋葬旅行 詩集』沖積舎、1995年
- 『都市・記号の肖像』早稲田大学出版部、2001年
- 『森常治詩集』土曜美術社出版販売、新・日本現代詩文庫、2006年
- 『台湾の森於菟』宮帯出版社、2013年

### 共著・翻訳
- 蟻二郎,柄谷行人共著『現代批評の構造』思潮社、1971年
- ケネス・バーク『文学形式の哲学』国文社、1974年
- ケネス・バーク『動機の文法』晶文社、1982年
- マーシャル・マクルーハン『グーテンベルクの銀河系』みすず書房、1986年
- ケネス・バーク『象徴と社会』法政大学出版局、1994年
- ケネス・バーク『動機の修辞学』晶文社、2009年

## 系図
- 森静男
  - 森鷗外
    - 森於菟
      - 森真章
      - 森富
      - 森礼於
      - 森樊須
      - 森常治

    - 森茉莉
    - 森不律
    - 小堀杏奴
    - 森類